# 小堤一明
小堤 一明（こづつみ かずあき、1955年4月11日 - ）は、日本の映像作家、アニメーター、アニメーション監督、イラストレーター。

## 来歴
青山学院大学理工学部物理学科卒。日本アニメーション協会（JAA）会員。神奈川県横浜市出身。
「こづつみPON」 （こづつみポン）名義として活動することもある。

## 人物
青山学院大学理工学部物理学科卒業後、月岡貞夫に師事し、アニメーションの道へ進む。東映動画のプロアニメーター育成のための「アニメーション講座」第1期生。
1980年から「小堤一明」名義で活動していたが、2008年頃以降、「こづつみPON」名義で活動。なお、名義は併用している時もある。
また、イラストレーターとしても活動しており、「のびのびノンちゃん」シリーズなどの絵本や『みんなのうた』テキスト表紙イラストを手がける。
2000年から専門学校デジタルアーツ（2000年4月 - 2006年3月）、早稲田大学川口芸術学校（2008年4月 - 2013年3月）で非常勤講師を歴任。白組の3Dアニメスーパーバイザーも務めた。
現在は東京造形大学アニメーション領域非常勤講師（2005年4月 - ）、京都精華大学マンガ学部アニメーション学科特任教授（2014年4月 - ）として後進を指導している。

## 作品一覧

### まんが日本昔ばなし
- オコゼと山の神（1981年10月31日、作画）
- あやめ塚（1982年1月9日、作画）
- 鬼子母神さま（1982年3月6日、作画）
- そうめん地蔵（1982年5月15日、作画）
- シシとり太郎（1982年6月12日、作画）
- 牛んなったタロ（1982年10月23日、作画）
- まぬけ泥棒（1983年3月12日、演出・作画）
- とうふ地蔵（1984年8月18日、演出・作画）
- かせかけミミズ（1984年9月29日、作画）
- 大坂のかわず京のかわず（1985年1月12日、演出・作画）
- 海ぼうず（1985年2月2日、作画）
- みそすり地蔵（1985年6月1日、演出・作画）
- 鯨の夫婦（1985年7月13日、作画）
- 天沼の耳ドジョウ（1985年11月16日、演出・作画）
- 夫婦のむかし（1985年12月28日、作画）
- お天とさまとひばり（1986年4月19日、演出・作画）
- 血泥が池の善左衛門（1986年8月2日、演出・作画）
- 徳利亀屋（1986年10月4日、作画）
- おタヌキ力士（1988年8月27日、作画）
- ひょう徳さま（1989年1月2日、作画）
- カワウソと甚平さん（1989年5月6日、作画）
- エンコのお侍（1990年4月21日、作画）
- イモほり藤五郎（1990年10月27日、作画）

### みんなのうた
- ◆は、5分間1曲枠の楽曲（ロングのうた）。
- 1.スーパースターを夢見て / CHIHARU（1993年10月・11月放送）
- 2.きみのて / 堀江美都子（1994年6月・7月放送）
- 3.こころに夢を / 芹洋子（1994年10月・11月放送）
- 4.想い出に溶けながら / 西田ひかる（1995年4月・5月放送）
- 5.チュンチュンワールド 〜マジックカーニバル〜 / 大和田りつこ、岡崎裕美、こどもコーラス元気組（1995年8月・9月放送）
- 6.空のオカリナ / 岩男潤子（1996年2月・3月放送）
- 7.ずっと友達 / 宇都美慶子（1996年6月・7月放送）
- 8.君に幸あれ / 佐田玲子（1997年6月・7月放送）
- 9.船はうたう / B.DOG.B.B（1997年10月・11月放送）
- 10.会いにいくの。 / 篠原ともえ（1998年8月・9月放送）◆
- 11.名もない花のように / AKEMI（2000年6月・7月放送）
- 12.かあかあカラスの勘三郎 / 鈴木梨央（2016年10月・11月放送）

### CM・映像作品
1989年〜
- 「朝日新聞」（キャラクター・作画）「JOCXﾐｯﾄﾞﾅｲﾄﾚｽﾄﾗﾝ（ﾗｲｵﾝ）」
- 「オーマイ からあげ粉」
- 「キユーピー タルタルソース」
- 「豊年デリシィ1/2」
- 「ビーバーエアコン」
- 「花王エッセンシャルトリートメント」
- 「KIRIN ノモノモ」
- 「学研」
- 「ハウス ビーフカレー」
- 「東北電力」
- 「丸井・決算処分市」
- 「キララ397（ホクレン）」
- 「ベネッセ」
- テーマパーク「スペースワールド」（レーザーアニメの作画・演出）

1997年
- 「ジャスコ」「日東電工」「ナムコ」「NISSAY」
- 「草野貝塚」（イベント）半年間
- 「映画フラバー」（イベント・レーザーアニメ）

1998年
- 「東邦ガス」「TV静岡」「ホクレン“きらら”」「北陸電力」「住友林業」
- 「ウルトラキッズ」（イベント・レーザーアニメ）

1999年
- 「ネスカフェ」「サトウ製薬・サトちゃん」（2本）
- 「吉野家牛丼“ウッちゃんナンちゃん・パステル画編”」「福井TV」

2000年
- 「トップカメラ」「エプソン（カバ編）」「ANA」「しょう坊庵（めんたいこ）」（筆）

2001年
- 「ベントマン」「NISSAN」（マーチコンセプトアドバイザー）「河合塾」(2本)

2002年
- 「ロート製薬」（鳩のロゴアニメ）「中国電力」「西友100市」
- 「両口屋是清の水ようかん」「ハンターマウンテン塩原」

2003年
- 「サンウェーブ」「金のつぶ2本」（キャラクター・演出）
- 東京電力「節電キャンペーン」（アニメ3本）
- ドコモ九州CM
- 「東急バス・電車博物館」（アニメパート）

2004年
- 2004花王新製品キャンペーン映像
- 積水ハウジング販促5分アニメ
- 「NOVA正月七福神篇」「NOVAヒッチハイク篇」「NOVAクリスマス編」
- 名古屋セントレア15秒3本
- ローランド30秒「&日テレキャンペーンCM」
- 「永谷園の冷やし茶漬け」（小雪篇）

2005年
- 東京電力30秒CM3本
- 赤ちゃん本舗
- Fシステム

2006年
- デアゴスティーニ「ピーターラビット」
- NISSANカーナビ販促ビデオ4分アニメ
- HONDAアニメパート作画

2007年
- ARIO CM
- 平安会館
- nanaco30秒×4本
- ルミネトレイン
- 「しちだ研究所」アニメ映像2分×7本

2008年
- 東京電力・東北電力 30秒×4本
- エースコック
- 藤和不動産
- パチンコSANKYO
- ホームダイレクト

2009年
- ジーコムNOVA 紹介編
- ジーコムNOVA プレス編
- ジーコムNOVA お茶の間編
- ジーコムNOVA KIDS編
- ジーコムNOVA お笑い編
- 東京靴流通センター カルガモ編
- 東京靴流通センター カルガモ第2弾編
- 東京靴流通センター 半額市編
- モバゲー「怪盗ロワイヤル」

2010年
- ジーコムNOVA 躍進祭編
- ジーコムNOVA 花火編
- ジーコムNOVA 各国大統領編

2011年
- ジーコムNOVAコーラス編
- キャドバリーGUM

### イラスト・その他
1989年〜
- 「さかなのきもち（小川未明文学賞）」（NTT出版）（挿絵）
- 「みんなのうた」（表紙・イラスト）1年間
- 「赤ずきん」「3びきのこぶた」「桃太郎」（学研・絵本）
- 公式キャラクター：「'95鯖江市国際体操競技選手権」

1998年
- 「ちいさいサンタ」（講談社「たのしい幼稚園」創作童話）

1999年
- 「白雪姫」（講談社「たのしい幼稚園」童話）
- 「七田児童研究所」（絵本シリーズ4冊）

2001年
- 「est-w-est」（3分）「キユーピー」（製造見学用ビデオ20分）
- 「任天堂（マリオカート）」（展示用）「再春館製薬」（アニメパート2分）
- 「日立マーブルタウンサイト」（コンテンツ多数）

2002年
- 「しちだ教育研究所」（webサイトビジュアル企画・コンテンツ製作）
- 「パナソニック」（パナセンターのwebサイトオープニングコンテンツ製作）

2003年
- 「ダイドー」（ビデオ10分）
- 「しちだ教育研究所」（webサイト毎月コンテンツ更新）
- 「富士通フロンテック」（SLASHコンテンツ20本）
- わかば薬局チェーンの店舗デザイン・キャラクター

2004年
- 「ダイショーの青汁店頭映像｣
- 「横山やすし伝説」（キャラクター・演出・作画)
- Amway社内マニュアルビデオ
- 「しちだ教育研究所」（webサイト毎月コンテンツ更新）

2005年
- PRビデオ：アヲハタ、オリックス
- 「しちだ教育研究所」（webサイト毎月コンテンツ更新）

2006年
- ナショナルtopアニメーション
- PV：Black Jaxx

2008年
- 白組での企画パイロット版映像

2009年
- 東京ガス「ミスティ」3分アニメ
- 白組での企画パイロット版3本映像監督

2010年
- 白組での3DCG企画「ベビー○○○」パイロット版3本映像監督
- NHK教育「リタとナントカ」シリーズ監督